# Konstruktiver Realismus
Der Konstruktive Realismus (CR) ist eine von dem österreichischen Philosophen Friedrich Wallner entwickelte wissenschaftstheoretische Betrachtungsweise bzw. ein Denkgebäude.
Sein zentrales Anliegen ist die Einsicht in die Relationalität wissenschaftlicher Erkenntnisse und damit verbunden die Abkehr von der klassischen Auffassung, Wissenschaft könne zu verbindlichen Aussagen über die Wirklichkeit kommen. Stattdessen konstruiert Wissenschaft Realitäten, indem sie von ungeprüften und kulturell bedingten Vorannahmen ausgeht. Diese Realitäten stellen – fachspezifische – Mikrowelten dar, innerhalb derer der Wahrheitsbegriff als „lokale Wahrheit“ seine Berechtigung erhält und auch Verbindlichkeit gegeben ist.
"Die Grundeinsicht des Konstruktiven Realismus lautet, dass Erkenntnis nicht im Konstruieren von Modellen bzw. 'Mikrowelten' liegt, sondern im 'verfremdenden' Verstehen des Zusammenhangs von wissenschaftlichen Konstrukten und deren Voraussetzungen."
Die zentrale Methode zur Aufdeckung versteckter und nicht weiter hinterfragter Vorannahmen der jeweiligen Fachdisziplin ist die der Verfremdung.

## Zweck des CR
‚Der CR versteht sich als therapeutische Philosophie, die der Scientific Community zum Selbstverständnis helfen will. ... Konstruktiver Realismus beansprucht nicht, Einsicht in die Welt, sondern Einsicht in das Funktionieren der Wissenschaft zu haben.‘ Diese Herangehensweise will die Normativität der Wissenschaft, speziell den Alleingeltungsanspruch westlicher Wissenschaft („es gibt nur eine einzige Wahrheit“) verhindern, und das Feld für konkurrierende, alternative Strukturierungsversuche von „Welt“ offen halten.
Der Zweck des Konstruktiven Realismus ist, die Normativität von Wissenschaft zu umgehen. Da Normen kulturspezifisch sind (siehe Sozialkonstruktivismus), schlägt der CR vor, eine Wissenschaft in ihrer kulturellen Abhängigkeit (Lebenswelt) zu betrachten. Hat man so die Voraussetzungen, auf welchen das Normensystem der untersuchten Wissenschaft beruht, analysiert, kann das Prinzip der Normativität beim Betrachten der jeweiligen Wissenschaft vermieden werden.

## Geschichtliche Grundlagen
Das Erkenntnisstreben des Menschen ist auf die Wirklichkeit gerichtet. Die Naturwissenschaften versuchen, jene Gesetze zu entdecken, die den Naturerscheinungen zugrunde liegen. Gegen die Möglichkeit, die Wirklichkeit zu erkennen, gibt es theoretische und empirische Einwände.
Zu den empirischen Einwänden zählt die Erfahrung, dass sich wissenschaftliche Überzeugungen vielfach über kurz oder lang nicht aufrechterhalten ließen. Beispiele dafür wären die Ablöse des geozentrischen durch das heliozentrische Weltbild oder die Phlogistontheorie. Die Relativitätstheorie wies die so überzeugend anmutende Newton’sche Physik als Konstrukt aus, das in der Realität nicht gefunden werden kann, da es keine masselosen Systeme gibt, und die Ergebnisse der Quantenphysik mit der Einführung des absoluten oder objektiven Zufalls zerstörten das Konzept eines umfassenden Determinismus bzw. der Berechenbarkeit der Welt (s. Laplacescher Dämon). Die Wissenschaftler und Philosophen des Wiener Kreises beschäftigten sich mit der Frage, wieso es geschehen konnte, dass Erkenntnisse, die als unbezweifelbar angesehen wurden, plötzlich widerlegt waren. Sie vermuteten Fehler in der Methode als Ursache für falsche wissenschaftliche Sätze. Letztlich scheiterte der Versuch, Kriterien anzugeben, die wissenschaftliche Sätze – und gemeint waren solche, die unbezweifelbar die Wirklichkeit abbilden –, als solche auszuzeichnen. Autoren wie Paul Feyerabend zogen daraus den Schluss, der verkürzt zu der berühmten Aussage „anything goes“ führte: ‚Regentänze seien genauso gut wie Wettervorhersagen, Wahlprognosen nicht besser als Astrologie‘.
Aus dem historisch vielfach nachgewiesenen Scheitern des gesicherten Erkenntnisgewinns hinsichtlich einer außerhalb des Menschen angesiedelten „Wirklichkeit“ (objektive, vom Menschen unabhängig vorgestellte, aller Erkenntnis vorausgehende Welt), ergibt sich auch einer der theoretischen Einwände gegen die Erkenntnismöglichkeit der Wirklichkeit: wie kommt man überhaupt auf die Idee, dass menschliches Denken in der Lage ist, Strukturen der Wirklichkeit zu erkennen? Was haben menschliche Begriffe als Bewusstseinsphänomene mit jenen Kräften und Gesetzen zu tun, von denen postuliert wird, dass sie der Welt zugrunde liegen (könnten)? Man müsste die Position eines „absoluten Geistes“ beziehen können, der sowohl den Inhalt des menschlichen Bewusstseins als auch den betreffenden Ausschnitt der Welt fehlerfrei beobachten kann, um beurteilen zu können, ob das, was ein Mensch über die Wirklichkeit denkt, zumindest teilweise übereinstimmt mit dem, wie die Wirklichkeit ist. Der häufig vorgebrachte Hinweis auf die Erfolge der Wissenschaft und ihrer Vorhersagen (speziell im Bereich der Technik) können nicht als Beweis für die grundsätzliche Richtigkeit der gefundenen Gesetze genommen werden, da auch mit – aus heutiger Sicht – sogar ganz falschen Weltbildern richtige Vorhersagen getroffen werden konnten, beispielsweise die Vorhersage von Mondfinsternissen im Kontext eines geozentrischen Weltbildes (siehe Geschichte der Mondbeobachtung).
Das vom Wiener Kreis aufgeworfene Methodenproblem wurde als nicht umgehbares wissenschaftsinhärentes Problem erkannt: Der Zirkel von Gegenstand und Methode. Solange man den Gegenstand nicht kennt – denn würde man ihn schon kennen, bedürfte es ja keiner wissenschaftlichen Erforschung –, müsste man, um ihn so zu erforschen, wie er "wirklich" ist, eine dem Gegenstand angemessene Methode einsetzen. Die richtige Methode zu wählen setzt aber voraus, dass man den Gegenstand der Untersuchung bereits kennt. Umgekehrt bedeutet das, dass die jeweilige Fachdisziplin immer nur das finden kann, was die jeweils eingesetzte Methode hergibt.
Die empirischen Befunde über das Scheitern für wahr gehaltener Satzsysteme sowie die theoretischen Einwände hinsichtlich des Denkvermögens führten zu einer Abkehr von der Ansicht, Wissenschaft würde die Wirklichkeit beschreiben. Eine der philosophischen Folgen war die Geburt der Konstruktivismen: Wissenschaft findet nicht Gesetze, sie erfindet sie. Wissenschaft spricht nicht über die Wirklichkeit – und wenn sie es tut, höchstens irrtümlich, ihrer eigenen Voraussetzung nicht eingedenk –, sondern konstruiert Realitäten: Mikrowelten, innerhalb derer die jeweiligen Satzsysteme stimmen und auch verifiziert werden können (d. h., bislang nicht an der Wirklichkeit scheiterten), wodurch es zu etwas kommt, was „lokale Wahrheit“ genannt werden kann. Der Erkenntnisanspruch der Wissenschaft wird aufrechterhalten, indem sich der Erkenntnisanspruch nicht an die Übereinstimmung mit der Wirklichkeit richtet, sondern Teile der Lebenswelt systematisiert und Mikrowelten hinsichtlich der Lebenswelt interpretiert werden.

## Zur Ontologie des CR
Der Konstruktive Realismus unterscheidet zwei klare Weltbegriffe, Wirklichkeit – das, was dem menschlichen Bewusstsein gegenübersteht – und Realität – der konstruierten Welt der Wissenschaft. Einzelne (sub)disziplinäre Konstruktionsleistungen werden als Mikrowelten bezeichnet, der kulturspezifische Hintergrund Lebenswelt.
WirklichkeitVor jeder wissenschaftlichen Handlung wird – aus der Sichtweise des CR – der der Handlung zukommende Gegenstand als vorhanden vorausgesetzt – Diese gegebene Welt wird als Wirklichkeit bezeichnet; die Welt in der wir leben, die "von sich aus wirkt", ohne dass man dies erkennen kann – Wirklichkeit kann also nicht Gegenstand der Erkenntnis sein.
RealitätDurch wissenschaftliche Aktivität auf methodisch kontrollierbarem und überprüfbarem Wege wird ein neuer Gegenstand produziert, über dessen Beziehung zu seiner Voraussetzung noch keine Aussage erfolgt. Dieser Bereich kann grundsätzlich verstanden werden, da er geschaffen wurde. "verum et factum convertuntur" (Giambattista Vico)
MikroweltEinzelne wissenschaftliche Konstruktionsleistungen, disziplinäre und subdisziplinäre Realitäten
Lebenswelttradierte Systeme bewährter Überzeugungen, kulturspezifischer Hintergrund

## Die Verfremdung im CR
Die Verfremdung (Strangification) ist die zentrale Methode im Konstruktiven Realismus. Im Prinzip geht es darum, ein Satzsystem s1 aus seinem (disziplinären) Kontext k1 herauszulösen und in einem anderen Kontext k2 (oder mehreren) zu betrachten, um sich einem Verständnis der (impliziten) Voraussetzungen der wissenschaftlichen Handlungen im Kontext k1 anzunähern.

### Verfremdung in die eigene Methodologie am Beispiel Mathematik
In der Schule wird der Dreisatz (die Schlussrechnung) besprochen. 10 Arbeiter bauen 1 Fertigteilhaus in 10 Tagen zu 8 Stunden. Wie lange benötigen 20 Arbeiter für dieselbe Arbeit? Ein besonders eifriger Schüler rechnet aus, wie lange 1 Million Arbeiter benötigen würden, und kommt auf 0,288 Sekunden. Als er das Ergebnis stolz präsentiert, lachen Lehrer und Klasse. Der Schüler versteht das Gelächter nicht, da er keinen Rechenfehler begangen hat.
Es kommt Unsinn dabei heraus, wenn die Rahmenbedingungen des Bereichs, in dem die Mathematik angewendet wird, nicht berücksichtigt werden. Die Verfremdung bringt die methodischen Voraussetzungen der Mathematik zum Vorschein – zum Beispiel, dass man Gleichungen mit beliebigen Zahlen (ungleich Null oder Unendlich) multiplizieren kann, ohne dadurch ihre Gültigkeit zu ändern. Diese Voraussetzungen sind offensichtlich andere wie jene der Lebenswelt. Die Verfremdung arbeitet in diesem Beispiel mit einer Reductio ad absurdum, wodurch gezeigt wird, dass die Mathematik nicht eins zu eins auf die Lebenswelt angewendet werden kann.
Der folgende Witz beruht auf demselben Prinzip: Sparberater zum Kunden: „Bei einem monatlichen Beitrag von nur 100 Euro erhalten Sie nach 1000 Jahren 100 Millionen Euro ausbezahlt. Das ist doch was!!“

### Verfremdung menschlicher Beziehungen in die Statistik
Wie hat man die größte Chance, den Menschen kennenzulernen, der am besten zu einem passt? Man könnte folgende Überlegung anstellen: Je mehr potentielle Partner man kennenlernt, desto größer ist die Chance, dass der Richtige dabei ist. Also sollte man mit möglichst vielen eine Affaire haben. Es zeigt sich jedoch, dass es die Chance, den besten zu finden, bei dieser Strategie nicht um den Faktor 100 steigert, wenn man statt 50 Affairen 5000 hat. Durch die Verfremdung menschlicher Beziehungen in die Statistik stellt sich heraus, dass menschliche Beziehungen nicht quantifizierbar sind.

### Verfremdung menschlicher Denkprozesse in Gehirnfunktionen
In diesem Beispiel wird gezeigt, wie eine allgemein akzeptierte Verfremdung auf eine schwer akzeptierbare, wenn nicht gar kontradiktorische („self-defeating“) Konsequenz hinausläuft. Der Ausgangssatz sei die typische, naturalistische Reduktion: „Denken bzw. Gedanken sind nichts anderes als Gehirnprozesse“, das heißt, menschliches Denken wird in den Kontext der Biologie verfremdet. Da das Gehirn ein physisches Gebilde ist, unterliegt es selbst und alle seine Prozesse den Naturgesetzen. Die Gehirnprozesse sind somit – von quantenmechanischen Zufällen abgesehen – determiniert. Wenn das Gehirn denkt, sind somit die Gedanken determiniert. Wird ein Gedanke jedoch mit kausaler Notwendigkeit gebildet, die auf den biologischen Gesetzmäßigkeiten des Gehirns (und nicht auf Einsicht in die Gegebenheiten) beruhen, dann können diese Gedanken keine Erkenntnis (Einsicht) in den wahren Sachverhalt ausdrücken, da der deterministisch hervorgerufene Gedanke in keinem erkennbaren semantischen (inhaltlichen) Bezug zum thematisierten Sachverhalt stehen. Der Satz „Das Gehirn denkt“ stellt somit, falls es tatsächlich so sein sollte, wie es der Satz behauptet, keine Einsicht in die wahren Verhältnisse dar, da er selbst durch die den Gehirnfunktionen zugrundeliegenden Naturgesetze kausal determiniert wurde. Verallgemeinert: Der Mensch ist nicht erkenntnisfähig, wenn sein Denken durch physikalisch-chemisch-biologische Naturgesetze determiniert ist. Dieses Ergebnis ist aber absurd, da die Beweisführung darauf beruht, dass die Argumente als richtig eingesehen werden. Es liefe auf die überzeugende Erkenntnis hinaus: „Ich erkenne, dass ich nicht erkennen kann“.

## Kritik an der traditionellen Wissenschaftstheorie
Laut Wallner geht die klassische Erkenntnistheorie darin fehl, dass sie Erkenntnis begründen will, ohne Erkenntnis dabei vorauszusetzen. Würde sie die Erkenntnis andererseits voraussetzen, so wäre es ebenfalls nicht möglich diese zu begründen. Dazu bedürfte es nämlich einer alles Erkenntnismögliche überblickenden Position, die es aber nicht gibt, und die auch nicht über Spekulation fingierbar ist.
Der CR schlägt hier einen anderen Weg ein, indem er den Anspruch auf Normativität und Deskriptivität nicht stellt: „... es geht uns darum, zu zeigen, wie Einsichten sich als solche ausweisen können, ohne dass wir dazu die vorgegebene Wirklichkeit und die allgemeine Verbindlichkeit in Anspruch nehmen.“
Im Bereich der Wissenschaftstheorie wendet sich Wallner demnach gegen die Auffassung von Wissenschaft als einer Beschreibung der Wirklichkeit. Seine Argumente zieht er dabei aus der wissenschaftlichen Praxis, wo er eine Konstruktionsleistung anstatt einer Beschreibung sieht.
Hier setzen dann auch die Begriffe Realität und Wirklichkeit im Konstruktiven Realismus an.
Ein weiteres Anwendungsgebiet des CR ist das Problem der Interdisziplinarität. Um diese zu gewährleisten, müssen die jeweiligen Wissenschaftler sich von ihrer eigenen Disziplin entfernen und auf einem anderen Gebiet – „neutralem Boden“ – treffen. Dies ist eine der Möglichkeiten, die die zentrale Methode des CR, die Verfremdung bietet.

## Interdisziplinarität und CR
Wallner unterscheidet im Konstruktiven Realismus vier Formen von Interdisziplinarität:
Bei der instrumentellen Interdisziplinarität werden Ergebnisse anderer Disziplinen als Instrument benutzt, um entlang der eigenen Methode die jeweils eigene Fragestellung zu behandeln. Strenggenommen handelt es sich dabei aber nur bedingt um ein interdisziplinäres Vorgehen, da dabei nur Informationen – also das „Material“, anhand dessen dann der Forschungsprozess stattfindet – übernommen werden, nicht aber Fragestellung und Methoden in einem disziplinübergreifenden Diskurs stehen.
Die universalisierende Interdisziplinarität beansprucht hingegen eben durch einen fächerübergreifenden Diskurs zu einer allgemeineren und breiteren Erkenntnis bis hin zu Erkenntnis des Ganzen kommen kann. Verlässt man nun aber die Methoden des jeweiligen Faches, um mit einem anderen in Diskurs zu treten, so stellt sich die Frage, entlang welcher Methoden denn nun dieser Diskurs verlaufen soll. Diese Frage ist aber laut Wallner immer schon unbewusst gelöst worden, da zu jeder Zeit eine bestimmte Disziplin, die angibt, wonach gefragt und wie dabei vorgegangen werden soll. Wallner spricht hier von einer Führungswissenschaft. Bei der universalisierenden Interdisziplinarität ist somit weder die Auswahl der Methoden, noch die Gewichtung der Fragestellung beantwortet.
In der erklärenden Interdisziplinarität wird eine Wissenschaft durch Methoden einer anderen Wissenschaft erklärt; die Arbeitsweise einer Wissenschaft wird zum Gegenstand einer anderen Wissenschaft.
Wallner spielt in seinen „Acht Vorlesungen über den Konstruktiven Realismus“ diese Herangehensweise anhand des Beispieles einer soziologischen Untersuchung der Physik durch. Nun sind aber beispielsweise die persönlichen oder soziokulturellen Gründe für einen Physiker, eine bestimmte Theorie zu entwickeln, zwar für den Soziologen als Gegenstand interessant, nicht aber für die Physik von Relevanz, da ihre Gegenstände unabhängig vom Privatleben des jeweiligen Wissenschaftlers beschrieben werden. Man hat es hier gewissermaßen also mit zwei Gegenständen der Forschung zu tun, die nicht miteinander identisch sind. Die Physik hat demnach dadurch nichts gewonnen. Es entsteht so keine Einsicht in die verwendeten Methoden.
Die verfremdende Interdisziplinarität soll ebendiese Einsicht bieten. Dabei wendet der Wissenschaftler ein anderes, als das ihm gebräuchliche Methodeninventar an um seinen Forschungsbereich zu strukturieren. Nach diesem Versuch kehrt er zur gewohnten Vorgehensweise zurück und um zu untersuchen, ob sich in seiner Beurteilung der Methodenauswahl und Bewertung der Ausgangsfragestellungen etwas geändert hat. Das führt freilich nicht zu einer allgemeineren Erkenntnis der Welt (ein Anspruch der im CR ohnehin fallengelassen wurde), aber zu einem besseren Verständnis der eigenen Methode.

## Verbindlichkeit von Wissenschaft im Konstruktiven Realismus
Die Frage nach der Verbindlichkeit von Wissenschaft bleibt nach dem bisher Gesagten aber noch weiterhin offen. Erfolg allein stellt noch kein Kriterium für die Verbindlichkeit einer wissenschaftlichen Methode dar.
Der CR geht davon aus, dass Methode und Gegenstand einen Zirkel bilden. D.h. es ist notwendig, um einen Gegenstand zu erforschen, diesen bereits vorher zu kennen und Vorstellungen von diesem zu haben. In jedem Forschungsprozess sind im Vorhinein Voraussetzungen mit angenommen, die die Art der Methode bestimmen und die nicht weiter gerechtfertigt werden. Diese Voraussetzungen sichtbar zu machen, ist das Ergebnis der Verfremdung.
„Er (der CR) ist insofern Realismus, als er sich auf Erfahrungen bezieht, darauf, dass wir wirklich handeln. Er untersucht diese Handlungen aber vor dem Horizont ihrer Voraussetzungen, d. h. er betrachtet den Menschen als einen solchen, der sich sein Leben, die Welt, die Gesellschaft etc. dadurch verständlich macht, dass er probiert, welche Handlungen möglich sind – deshalb „konstruktivistisch“.“

## Wirklichkeit und Realität
Im Gegensatz zur traditionellen Metaphysik, die eine Erkenntnis der Wirklichkeit anstrebt, gibt der CR diesen Anspruch auf, und untersucht unser Handeln beim Erkenntnisvorgang.
„Anders gesagt: wenn wir die Methode der Verfremdung anwenden, geben wir die alte Fiktion, dass wir uns durch Erkenntnis der Wirklichkeit nähern, auf.“
Bei der Vorgangsweise der Verfremdung wird von vornherein darauf verzichtet, zwischen Reflexion und Realität zu unterscheiden. Die Reflexion erzeugt erneut Realität. Durch die Vielfalt an Konstruktionen werden verschiedene Kontexte geschaffen und ein Wechseln der Kontexte führt zu neuen Einsichten.
Eine Identität von Realität und Wirklichkeit wird explizit nicht angenommen, da genau dieser Punkt der Berührung von Erkenntnis und Welt in der älteren Erkenntnistheorie ein Hort von Problemen war.

## Wahrheit im Konstruktiven Realismus
Der CR arbeitet nicht mit einem absoluten Wahrheitsbegriff, sondern hebt die Existenz lokaler Wahrheitsbegriffe hervor. Wallner steigt hierbei zunächst mit der Frage ein, warum der Begriff der Wahrheit im Alltag zwar klar, in der Erkenntnistheorie aber höchst problematisch ist. Dabei wird zwischen objektorientierter Rede und Metarede unterschieden. Für die eine ist nur die richtige Verwendung der Begriffe notwendig, die andere aber erfordert das Verstehen derselben. Wir scheitern erst dann am richtigen Gebrauch des Wahrheitsbegriffes, wenn wir ihn dazu auch verstehen müssen, also im Bereich der Metarede. Den Wahrheitsbegriff gänzlich aufzugeben, hätte zur Folge, dass wir nicht mehr über die Wissenschaft reflektieren könnten und würde sie auf eine rein instrumentalistische Ebene reduzieren, ohne jeglichen Anspruch auf Erkenntnisgewinn.
Wallner zeigt im Folgenden anhand des Scheiterns von Adäquationstheorie, Kohärenztheorie und Konsensustheorie der Wahrheit auf, dass unsere Verständnisse von Wahrheit an einer falschen Grundannahme kranken: nämlich der, dass das Verhältnis zwischen Wahrheit und Wirklichkeit das einer Abbildung sei. Damit fällt auch die Trennung von Geisteswissenschaft und Naturwissenschaft.

## Naturwissenschaft und Geisteswissenschaft
In der klassischen Wissenschaftstheorie haben wir es mit zwei Arten von Wissenschaft (und zwei Arten von Wirklichkeit) zu tun: der Geisteswissenschaft, die Ideen abbildet und der Naturwissenschaft, die Natur abbildet. Letztere kann nur als bloße Technik aufgefasst werden, wenn nicht ihre Ergebnisse über die Fachsprache hinaus verständlich kommunizierbar sind. Das Verstehen, das nun aber den Wissenschaftscharakter ausmacht, ist die „Domäne der sogenannten Geisteswissenschaft“
Anders ausgedrückt: produzieren die Naturwissenschaften – wie Wallner schreibt – eine Reihe von Techniken, um die Wirklichkeit zu verändern. Wallner wirft nun ein, dass sie sich dann dabei nicht notwendig selbst verstehen, sondern drohen in einen bloßen Instrumentalismus zu kippen, wenn sie sich nicht auch selbst zum Gegenstand ihres Nachdenkens machen. Genau an diesem Punkt setzen die Geisteswissenschaften ein, deren Feld das Verstehen – d. h. auf sich selbst zu reflektieren – ist. Damit nun Naturwissenschaft noch wissenschaftlich sein kann (also Erkenntnis produziert und nicht nur das Leben erleichtert), so Wallner, muss sie sich aber ebenfalls einer solchen Reflexion unterziehen, womit die strikte Trennung von Geisteswissenschaft und Naturwissenschaft gefallen wäre.

## Wissen über die Handhabung von Informationen
Wallner definiert den CR nicht als eine Lehre, sondern als eine „Tätigkeit des In-Beziehung-Setzens von Informationen“ und zwar solcher, die gewöhnlich nicht in Beziehung stehen. Dadurch kommen wir zu Erkenntnissen über Informationen, im Gegensatz zur Objekterkenntnis.
„D.h. der Konstruktive Realismus vermehrt mit seiner Tätigkeit nicht das Wissen über die Welt, sondern er führt zu einem Wissen über die Handhabung von Informationen, ist also eine reflexive Tätigkeit. Intentional ist eine Handhabung dann, wenn sie auf einen Gegenstand gerichtet ist, reflexiv, wenn sie sich auf sich selbst richtet.“
Der CR führt so zu Wissen über die Handhabung von Informationen – z. B. um die Grenzen von deren Anwendbarkeit. Er zeigt was geschieht, wenn ein Wissenschaftler eine Methode anwendet. Die Grenzen der Gültigkeit einer These werden auch vor dem Hintergrund des konstruktivistischen Aspektes im CR sichtbar. Wenn wir das Objekt in der Theoriebildung erst konstruieren, so ist jederzeit eine andere Strukturierung möglich. Dabei wird jedoch keineswegs die Verbindlichkeit der jeweiligen These unterminiert. „Der Konstruktivismus gibt an, in welchem Sinn eine Aussage verbindlich ist, und lässt damit indirekt den Bereich der Unverbindlichkeit offen.“ Da also Methode und Gegenstand in einem Zirkel stehen, auf dem die jeweilige Strukturierung der Welt fußt, die in der Theorie x vorgenommen wird (oder an welcher jene partizipiert), ist jederzeit eine andere Strukturierung möglich, die sich mitunter auf einen anderen solchen Zirkel bezieht, ohne dass eine davon im Rahmen der jeweiligen Realität – die ja Ergebnis einer Konstruktionsleistung ist – an Verbindlichkeit verliert. Ziel des CR ist es nun, dass der Konstrukteur sich seiner Tätigkeit inne wird und die von ihm geschaffenen Informationen reflektiert. Dieser Anspruch nach Selbstreflexivität ist für Wallner ein Strukturmerkmal des menschlichen Wissens selbst. Überall, wo bloß nach den Prämissen eines Instrumentalismus gearbeitet wird, ist keine Erkenntnis erzielt. Erst die Selbstreflexivität stellt überhaupt das Kriterium für Wissenschaftlichkeit dar.

## Kontemplation und Instrumentalismus
In der griechischen Antike wurde die Wissenschaft als bloße Schau der Welt verstanden. Jedoch beschreibt bereits Platon den Erkenntnisvorgang der theoria so, dass sich der Mensch dabei verändert. Es ist auch eine moralische Leistung involviert.
Es ist also eine auf den Menschen gerichtete Handlung Teil dieses Verständnisses von Wissenschaft, denn erst durch eine Veränderung seiner selbst wird der Mensch von den Belanglosigkeiten des Alltags zur Erkenntnis gelangen. Diese antike Konzeption entwickelt sich – laut Wallner – in der abendländischen Geschichte entlang zweier Pole: der eine ist an der Funktion orientiert, und der andere an der Kontemplation. Werden nun diese beiden Seiten nicht zusammen gedacht, so zerfällt unser Bild von der Wissenschaft in eine kontemplative und eine instrumentell technische Wissenschaft. Einer rein instrumentalistischen Wissenschaft geht die Tätigkeit und auch die Erkenntnis verloren. Der Gegensatz dazu wäre eine Unmittelbarkeit der Erkenntnis, welche letztlich keine Differenz zwischen dem Erkennendem und dem Erkannten mehr kennt. Dadurch werden Erkenntnis und Wissenschaft unmöglich, da beide eben jene Differenz voraussetzen.
Wallner sieht nun das antike Konzept von Wissenschaft als falsch an, und zwar dahingehend, dass nicht der Mensch es ist, was sich verändert, sondern die Welt.
Als Nächstes vergleicht Wallner sein Konzept von Wirklichkeit mit dem von Platon. In dessen Konzept wird vorausgesetzt, dass die Wirklichkeit unveränderlichen Bestand hätte. Nun schließt sie das bereits aus der Erfahrung aus, die nur dort stattfinden kann, wo Veränderung möglich ist. Genau hier steckt ein Widerspruch.
Wallners Konzeption hingegen teilt den Begriff Welt in die Begriffe Wirklichkeit und Realität.
„Die Beziehung von der Realität zur Wirklichkeit ist keine direkte, sondern eine, die über die Handlungskonzepte des Menschen hergestellt wird.“
Der Mensch handelt hierbei in zweifacher Weise: zum einen in der Konstruktion der Realität und zum anderen darin, dass er sich von diesen Konstruktionen bei Problemlösungen anleiten lässt.
Die wesentliche Änderung neben dieser Abgrenzung von Wirklichkeit und Realität ist, dass die Handlung hier eine Konstruktionsleistung ist, die sich auf die Realität bezieht. Wie bei Platon hat also auch im CR die Wirklichkeit bestand, jedoch ist sie für die Erkenntnistheorie nicht argumentierbar.

## Die Bedeutung des Widerspruches im Konstruktiven Realismus
Weder in der unmittelbaren noch in der instrumentellen Erkenntnis (siehe oben) gibt es Platz für eine Reflexion auf das Wissen. In der unmittelbaren Erkenntnis deshalb, weil sie, würde man sie reflektieren, nicht mehr unmittelbar wäre, und in der instrumentellen, weil hier das Funktionieren, als primäres Kriterium, eine strukturelle Identität zwischen Denken und Sein voraussetzt. Der CR hingegen besagt, die Reflexivität sei ein Strukturmerkmal des Wissens.
Im Bezug auf den Widerspruch verhält es sich ähnlich: in der unmittelbaren Erkenntnis kann er nicht auftreten und in der instrumentellen ist er ein Zeichen von Versagen.
Logik, da sie auf willkürlich gesetzten und austauschbaren Grundannahmen beruht, gilt laut Wallner nur für einen begrenzten Bereich. Dies schließt den Satz vom Widerspruch mit ein. „Dieser Satz hat den Charakter einer Handlungsanweisung.“ Unter diesen Gesichtspunkten müsste er richtig lauten: „Handle so, dass du niemals ein Satzsystem bildest, in welchem zwei Sätze vorkommen, die zueinander im direkten Widerspruch stehen!“
In dieser Formulierung beinhaltet der Satz vom Widerspruch seinen Anwendungsbereich: das Bilden von Sätzen. Demnach ist der Satz vom Widerspruch eine Handlungsanweisung für Sprachspiele. Da er nur eine Handlungsanweisung ist, ist es möglich, ihn auch außer Acht zu lassen. Sprachspiele solcherart finden sich z. B. in der chinesischen Philosophie.
Erkenntnis entsteht nicht nur durch die Konstruktion von Realität, sondern auch, wenn wir im Zuge unseres Umganges mit ihr auf Schwierigkeiten stoßen.
Wallner sieht aber die Rolle der Wissenschaft weiterhin darin, den Widerspruch aufzulösen, die der Epistemologie aber hingegen darin, Möglichkeiten widersprüchlicher Satzsysteme zu finden.

## Abgrenzung zu anderen Formen des Konstruktivismus
Der Konstruktive Realismus unterscheidet sich vom radikalen Konstruktivismus dahingehend, dass im radikalen Konstruktivismus auf den Begriff der Wahrheit verzichtet wird.
Die Erlanger Schule geht davon aus, dass das Denken normierbar sei. Die Normen dafür sollen aus dem Handeln abgeleitet werden. Der Konstruktive Realismus geht hingegen davon aus, dass das Handeln zu vielfältig ist, um vorwegnehmbar zu sein.